# Fussballverband Nordwestschweiz
Der 1939 gegründete Fussballverband Nordwestschweiz (FVNWS) ist einer von 13 Regionalverbänden des Schweizerischen Fussballverbandes (SFV) und ist für den Wettspielbetrieb der Kantone Basel-Stadt und Basel-Landschaft, des aargauischen Fricktals sowie der solothurnischen Regionen Thierstein-Dorneck und Schwarzbubenland zuständig. Dem FVNWS sind 101 Vereine mit insgesamt 19'391 lizenzierten Fussballerinnen und Fussballern angeschlossen.

## Geschichte
Der Fussballverband Nordwestschweiz wurde am 19. August 1939 als «Regionalverband Nordwestschweiz des SFAV» im Restaurant Brauner Mutz in Basel gegründet. Erster Präsident wurde Dr. Alfred Betschon (FC Basel 1893). Der FVNWS ging aus den beiden Vorgängerorganisationen Basellandschaftlicher Fussballverband (gegründet 1921) und Baselstädtischer Fussballverband (gegründet 1926) hervor und umfasste neben Vereinen im aargauischen Fricktal, im damals noch bernischen Laufental und in den solothurnischen Gebieten Dorneck-Thierstein und Schwarzbubenland auch Vereine aus der solothurnischen Region Olten und dem Jura. Am 25. Mai 1965 wurde die Organisation in Fussballverband Nordwestschweiz des SFV umbenannt. 1969 übernahm der FVNWS 17 Vereine, die bis dahin im Regionalverband Nord des Satus (Schweizerischer Arbeiter-, Turn- und Sportverband) separat organisiert waren. 1995 führte der FVNWS ein vollamtliches Sekretariat ein.

## Organisation
Die seit 2019 in Pratteln domizilierte Geschäftsstelle des Fussballverbandes Nordwestschweiz beschäftigt fünf teil- und vollzeitlich angestellte Fachpersonen. Geschäftsführer ist Pascal Buser, gleichzeitig Präsident der IG Baselbieter Sportverbände. Leiter der Abteilung Fussballentwicklung ist Alain Burger. Der FVNWS wird von einem achtköpfigen Vorstand mit Präsident Daniel Schaub, Vizepräsident Markus Comment (gleichzeitig Präsident der Schiedsrichterkommission), Michael Herrmann (Finanzen), Atilla Sahin (Präsident Abteilung Fussballentwicklung), Andrea Neyerlin (Präsidentin Wettspielkommission), Benno Kaiser (Präsident Frauenfussballkommission), René Hirschi (Senioren), Hasan Kanber (Integration) und Pascal Buser (Geschäftsführer) geleitet. Oberstes Organ des FVNWS ist die jährlich stattfindende Delegiertenversammlung, an der jeder angeschlossene Verein Stimmrecht hat.

## Aufgaben
Der Fussballverband Nordwestschweiz ist für die Organisation der regionalen Fussballmeisterschaften sowie die Ausrichtung des regionalen Basler Cups verantwortlich. Er bildet Neu-Schiedsrichter aus und hält die rund 300 bestehenden Schiedsrichter mit Weiterbildungsmodulen auf dem aktuellen Stand. Er ist in Zusammenarbeit mit den kantonalen Sportämtern Basel-Stadt und Basel-Landschaft für die Trainerausbildung auf regionaler Ebene zuständig. Er engagiert sich in der Talentförderung (Stützpunkte im Rahmen des nationalen Programms Footeco) und in Fussballentwicklungsprojekten, insbesondere im Nachwuchs-, Frauenfussball- und Seniorenbereich.

## Wettbewerbe
Der Fussballverband Nordwestschweiz ermittelt in seinen Meisterschaftswettbewerben u. a. den Regionalmeister, der danach in die interregionalen Wettbewerbe aufsteigen kann. Ausserdem wird im jährlichen Basler Cup der regionale Teilnehmer am Schweizer Cup ermittelt. Über die seit 1939 ausgetragenen Wettbewerbe führt der Regionalverband Statistik.